# De vliegenierster van Kazbek
De vliegenierster van Kazbek is een Nederlands-Georgische film van Ineke Smits. Het verhaal van de film is geschreven door Arthur Japin en Ineke Smits. In de film spelen onder meer Madelief Blanken, Zura Jgenti, Kakha Kintsurashvili, Dato Roinishvili, Rick Paul van Mulligen, Sylvia Poorta, Bert Luppes, Ana Maria Marinca, Peter Lohmeyer, Jack Wouterse, Stefan de Walle, John Leddy en Sallie Harmsen. Voor Madelief Blanken was dit haar eerste grote filmrol.
Hoewel het verhaal fictief is, speelt de Opstand van de Georgiërs op Texel aan het eind van de Tweede Wereldoorlog een belangrijke rol in de film. 
De film ging 8 april 2010 in première. Het was de slotfilm van het Internationaal Film Festival Rotterdam 2010 en kwam vervolgens in de filmtheaters. 

## Verhaal
Marie is een meisje met een levendige fantasie. Op het vlakke eiland Texel droomt ze over bergen en verzamelt er zelfs plaatjes van. De streng gelovige eilandgemeenschap met haar bekrompen levenswijze benauwen haar. 's Avonds danst ze stiekem op het gekraak van twee loszittende planken in haar kamer. Ze zou liever iets anders met haar leven doen dan te trouwen met Paul, de zoon van de strandjutter. Als enig meisje in een groot en arm gezin in oorlogstijd lijkt ze niet veel keus te hebben. De verhoudingen en posities worden door de realiteit van de oorlog ook nog eens extra aangescherpt. Marie probeert die realiteit te overleven door te dromen.
Vanaf het moment dat er een regiment Georgiërs op het eiland worden gestationeerd, verandert haar leven en bloeit ze helemaal op. Met hun film, muziek maar vooral met hun inventieve en ongebruikelijke overlevingsstrategieën en hun radicaal andere levensvisie, opent deze geïsoleerde groep buitenstaanders en in het bijzonder de jonge soldaat Goga, de weg voor Marie. Door hen wordt ze de persoon die zonder bang te zijn, al haar dromen verwezenlijkt.

## Rolverdeling
- Anamaria Marinca ... De vliegenierster van Kazbek
- Shalva Kirikashvili ... Vader vliegenierster
- Jack Wouterse ... Pauls vader
- Peter Lohmeyer ... Bresser
- Sallie Harmsen ... Kaat
- Sylvia Poorta ... Maria's moeder
- Bert Luppes ... Maria's vader
- Madelief Blanken ... Marie
- John Leddy ... Maria's grootvader
- Rick Paul van Mulligen ... Paul
- Ludwig Bindervoet ... Dieter
- Stefan de Walle ... Winkelier, Ouderling
- Ellis van Maarseveen ... Winkeliersvrouw
- Dick van den Toorn, Ton Kas, Arthur Japin ... ouderlingen
- Wim van der Grijn ... Operateur
- Lasha Bakradze .. Indjia
- David Roinishvili ... Amiran
- Zura Zhgenti ... Goga
- Kakha Kintsurashvili ... Irakli
- Levan Gaprindashvili ... Tato
- Tim Cras ... Kind 1
- Callán Cras ... Kind 2
- Luca Cras ... Kind 3

## Achtergrond
De film diende als afsluiter op het Filmfestival van Rotterdam en werd vertoond op 6 februari 2010 in De Doelen. Bij de première was de Roemeense hoofdrolspeelster Anamaria Marinca aanwezig, bekend van Cristian Mungiu's Gouden Palm-winnaar 4 maanden, 3 weken & 2 dagen.